# أوكتاف ميربو
أوكتاف ميربو (بالفرنسية: Octave Mirbeau) (16 شباط/فبراير 1848- تريفيير 16 فبراير 1917 - باريس، صحافي وناقد أدبي وصاحب رسالة هجاء، روائي وكاتب دراما فرنسي عَرَفَ شهرة أوروبية ونجاحات شعبية بالإضافة إلى كونه أرضى في الوقت نفسه جمهور الأدب والفن وهذا أمر نادر الحدوث، ولقد ترجمت أعماله إلى 30 لغة.

## حياته
أمضى ميربو طفولته في قرية ريميلار في منطقة النورماندي، ودرس في مدرسة يسوعية في فان، أنهاها في سن الخامسة عشرة. وبعد مشاركته في حرب عام 1870 بين ألمانيا وفرنسا، دعاه زعيم البونابارتيين ديغوي دو لا فوكونيري، والذي عيُنه سكرتيرا خاصا وقدمه إلى L'Ordre de Paris. وبعد بداياته الصحفية في صحف البونابارتيين وأعماله الروائية الأولى التي نشرها بأسماء آخرين، بدأ النشر باسمه الخاص وعبر عن مبادئه الأخلاقية وقيمه الجمالية. وبدعمه للخط الفوضوي ودفاعه عن ألفريد دريفوس، جسد ميربو المثقف الذي يهب نفسه لقضايا وطنه. وكان رغم ذلك مستقلا عن بقية الأحزاب فلم ينخرط في نشاط أي منها.
بدأ «أوكتاف ميربو» العمل بنفسه وبتوقيعه الخاص بعد أحداث 1884-1885. ومنذ ذلك الحين، وضع قلمه في خدمة القيم الأخلاقية والجمالية. انضمّ إلى الخط الفوضوي (Anarchisme) وناهضّ بشدّة حركة «دريفوس» إذ جسّد المثقّف الملتزم في أعمال الدولة من دون أي امتثالية تجاه الأحزاب. واقتضى واجبه أن يرينا، نحن العميان طوعاً، ما نحاول عامّةً تجنُّب رؤيته أمامنا. وناضل كناقدٍ أدبي من أجل «آلهة قلبه» إذ كتب بشاعرية عن رودان (Auguste Rodin) وكلود مونيه (Claude Monet) وكاميل بيسارو (Camille Pissarro) وفليكس فالوتون (Felix Vallotton) وبيار بونار (Pierre Bonnard) مكتشف فان غوغ (Van GoghVincent)، وكاميل كلوديل (Camille Claudel) وأرستيد مايّول (Aristide Maillol) وموريس أوتريللو (Maurice Utrillo).
شارك ميربو في الحرب الألمانية الفرنسية، ثم اتجه إلى العمل الصحافة حيث كان يكتب مقالات مسرحية ونقدية وكذلك سياسية في صحف عدة في باريس. واعتنق في عام 1885 الخط الفوضوي، الذي ظلَّ وافيا له حتى نهاية حياته. وكان ينشر بانتظام مقالات ذات أفكار فوضوية في الصحف المعتنقة تلك المبادئ.
كان ميربو ناقدا فنيا هاما، كتب عن الحركات الانطباعية والتقدمية، واعتبرها أساس الثورة الثقافية في فرنسا. كما أسس أكاديمية كونكور. كما يرجع الفضل إليه في اكتشاف الأديب البلجيكي موريس ميترلينك الحاصل على جائزة نوبل لاحقا. كما ساهم في تسليط الضوء على العديد من الأقلام الشابّة في تلك الفترة.
وبجانب أكثر من ألفي قصة قصيرة ومقالة كتب ميربو الكثير من المسرحيات والروايات. وعانى طول حياته من الاكتئاب، والذي تناوله عدة مرات في أعماله حتى الكوميدية منها. وبغض النظر عن أفكاره اليسارية فقد كان ماليا ذكيا وترك خلفه ميراثا ضئيلا. مات عام 1917 في يوم عيد ميلاده التاسع والستين، ودفن في مقبرة باسي Cimetière de Passy في باريس. وكتب عنه سيرة بقلم كل من بيير ميشيل وجان فرانسوا نيفيه.

## إنتاجه الروائي
نشر ميربو أولى رواياته Le Calvaire عام 1886، تناول فيها موضوعا شخصيا وتجربة مر بها، وهي علاقته بسيئة السمعة جوديت فيميه، والذي سماها في الرواية جولييت روكس. وفي عام 1888 رواية L'Abbé Jules والتي تأثر فيها بأسلوب دستويفسكي وكانت الأولى من نوعها في الأدب الفرنسي. وفي رواية سياستيان روش عام 1890 يتناول فيها تجربته حين كان طالبا في مدرسة يسوعية في فان، وفيها يتم الاعتداء جنسيا على سيباستيان ذي الثلاث عشرة ربيعا على يد أحد القساوسة، ويدمر هذا الاعتداء حياته.

## مسرح ميربو
في المسرح خطا ميربو أولى خطواته بمسرحية بروليتارية ومأساة عصرية هي Les Mauvais bergers (الرعاة السيئين) وذلك عام 1897. ثم بمسرحية انتشرت عالميا وهي Les affaires sont les affaires (العمل هو العمل) عام 1903، وتعتبر تلك المسرحية من الكوميديات الكلاسيكية التي يسير فيها على خطى موليير، وفيها يرسم ميربو شخصية إيزيدور ليشات، التي تمثل العصر الرأسمالي الجديد ببشاعته وجشعه اللامحدود، والتي تصنع المال من كل شيء.
وفي عام 1908 وبعد معركة جدلية وقانونية طويلة، استطاع ميربو عرض مسرحيته Le Foyer (البيت) على خشبة مسرح الكوميدي فرانسيس. وفي هذه المسرحية يتناول موضوعا محرما جديدا، وهو الاستغلال الجنسي والاقتصادي للمراهقين في بيت يتظاهر بأنه بيت يقدم الأعمال الخيرية للمجتمع.
كما كتب أيضا مسرحيات من فصل واحد ونشرها تحت عنوان Farces et moralités عام 1904، ومن بينها مسرحية L'Épidémie (الوباء). وفي تلك المسرحية يبدو ميربو مشاركا لأفكار برتولت بريشت ومارسيل إيمي وهارولد بينتر ويوجين يونسكو.

## الرويات

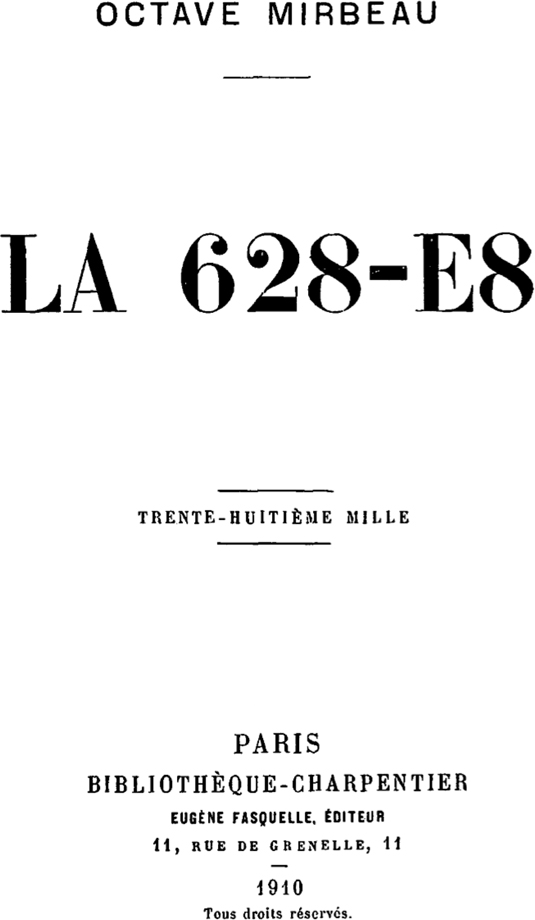
صورة غلاف رواية الخطة 628-إي 8

- الجمجة 1886
- القس جولس 1888
- سابستيان روش 1890
- في السماء 1893
- حديقة التعذيب 1899
- يوميات خادمة 1900
- 21 يوماً من ضعف الأعصاب 1901
- الخطة 628-إي 8 1907
- الدينغو 1913
- رجل نبيل 1919
- مذكرات صديقي 1920

## المسرحيات
- الرعاة السيئون 1897

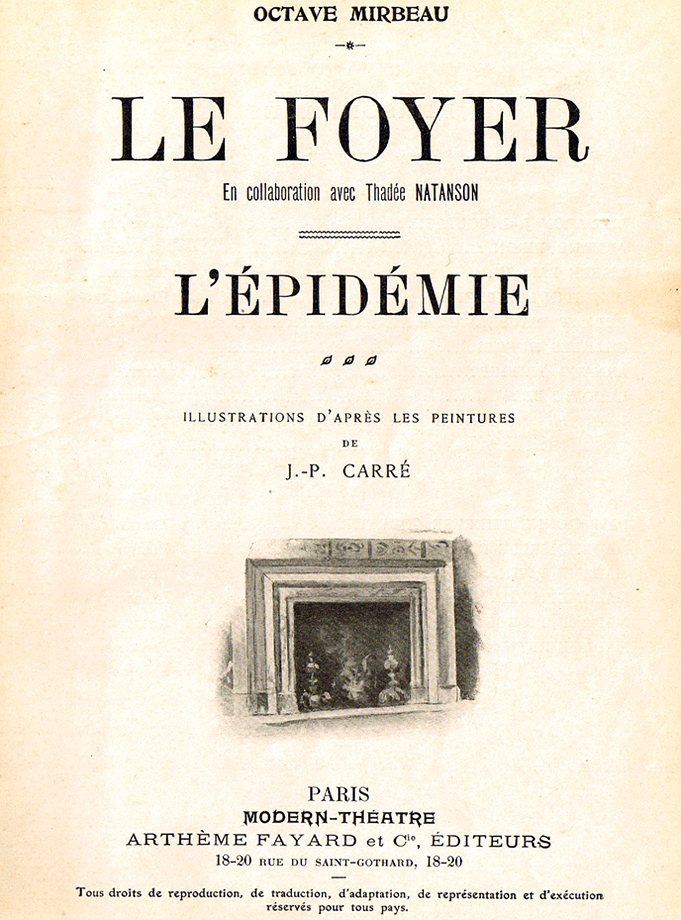
لو فواييه

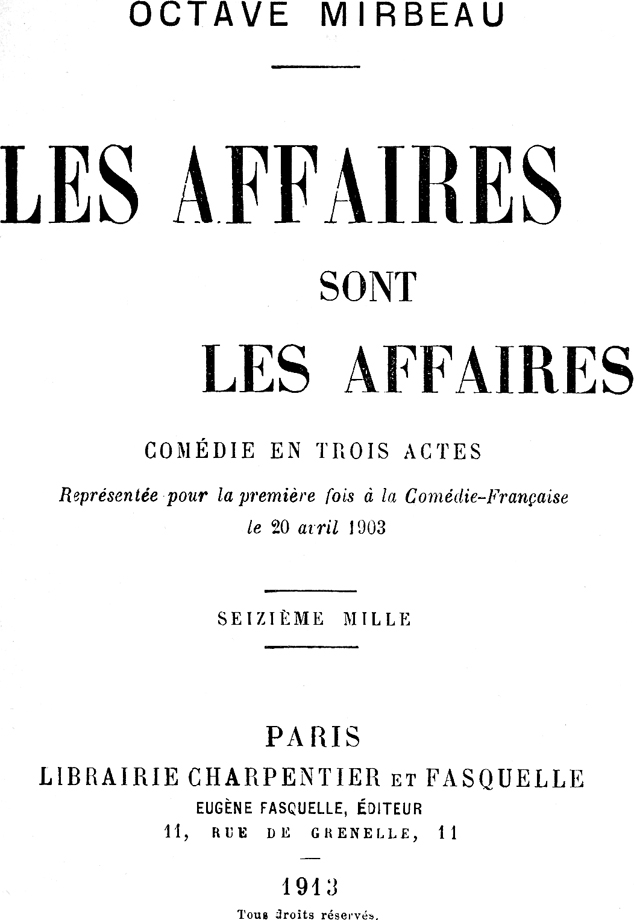
التجارة هي التجارة

- '(التجارة هي التجارة) العمل هو العمل 1903
- لو فواييه 1908
- وغيرهما...

## وصلات خارجية
- أوكتاف ميربو على موقع IMDb (الإنجليزية)
- أوكتاف ميربو على موقع الموسوعة البريطانية (الإنجليزية)
- أوكتاف ميربو على موقع قاعدة بيانات الأفلام العربية
- أوكتاف ميربو على موقع قاعدة بيانات برودواي على الإنترنت (الإنجليزية)
- أوكتاف ميربو على موقع إن إن دي بي (الإنجليزية)
- أوكتاف ميربو على موقع قاعدة بيانات الفيلم (الإنجليزية)

- ألف وجه لألف عام - «المأوى» لأوكتاف ميربو: مرآة النفاق الاجتماعي .
- (بالفرنسية) Société Octave Mirbeau.
- (بالفرنسية) Dictionnaire Octave Mirbeau.